# Jaime Salinas
Jaime Ramón Salinas Espinoza (* 27. April 1937 in San Antonio) ist ein ehemaliger chilenischer Fußballspieler. Der Abwehrspieler wurde 1958 chilenischer Meister.

## Karriere
Jaime Salinas, auch Huaso (Bezeichnung für einen chilenischen Landarbeiter) genannt, begann seine Profikarriere 1958 bei den Santiago Wanderers und gewann in seiner Debütsaison die Meisterschaft. 1959 und 1961 gewann er mit dem Hafenklub jeweils die Copa Chile. Zum Abschluss seiner Karriere wechselte er 1966 in seine Heimatstadt zu Zweitligist San Antonio Unido.

## Erfolge
Santiago Wanderers
- Chilenischer Meister: 1958
- Chilenischer Pokalsieger: 1959, 1961